# Jörg Münzner
Jörg Münzner (* 14. Juli 1960 in Hamburg, Deutschland) ist ein ehemaliger österreichischer Springreiter und Teilnehmer bei den Olympischen Sommerspielen 1992.

## Karriere
Münzner nahm 1992 bei den olympischen Spielen in der Einzelwertung und im Team-Wettbewerb teil. Während er mit dem Pferd Graf Grande in der Einzelwertung antrat und in der Qualifizierung ausschied, erreichte er zusammen mit Thomas Frühmann (Genius), Boris Boor (Love Me Tender) und Hugo Simon (Apricot D) auf Love Me Tender beim Preis der Nationen die Silbermedaille.
Münzner trat für den RC Andlersdorf, Andlersdorf an.